# (28196) Szeged
(28196) Szeged – planetoida z pasa głównego asteroid okrążająca Słońce w ciągu 3,6 lat w średniej odległości 2,35 j.a.  Odkryli ją Krisztián Sárneczky i László Kiss 15 grudnia 1998 roku w Obserwatorium Piszkéstető.
Nazwa planetoidy pochodzi od Segedynu (węg. Szeged) – miasta w południowych Węgrzech. Planetoida ta została odkryta w ramach programu koordynowanego przez Uniwersytet w Segedynie.